# 도요토미촌 (아이치현 니와군)
도요토미촌(豊富村)은 일본 아이치현 니와군에 설치되었던 촌이다. 현재의 이치노미야시의 동부에 해당한다.